# Панделис Лефакис
Панделис Лефакис (на гръцки: Παντελής Λεφάκης) е гръцки революционер, деец на Гръцката въоръжена пропаганда в Македония в началото на XX век.

## Биография
Панделис Лефакис е роден на Андрос, Цикладите. Работи в Софлу, където организира и ръководи гърцкия революционен комитет от 1906 до 1908 година, който има за цел да възпира действията на българската революционна организация ВМОРО. Лефакис организира въоръжени чети и ги подкрепя финансово, материално и здравно. В дейността му го подпомага специалният секретар на гръцкото консулство в Одрин Стилианос Гонатас. Лефакис е член на Пангръцката организация - наследника на Македонския комитет. Сътрудничи си активно с Йон Драгумис, с когото е близък приятел. Български дейци правят няколко неуспешни опита да го убият, след което го обвиняват пред властите в убийство. Лефакис е арестуван, съден, затворен и впоследствие депортиран. В 1912 година Лефакис се установява в Дедеагач и продължава да се занимава с революционна дейност. Открит е от властите и е заточен на Крит. Лефакис не остава на Крит и се записва в гръцката армия като военен лекар. Обявен е за агент от първи ред. В 1939 година става президент на Дружеството на македонските бойци „Павлос Мелас“.